# Dragon (roman, Day)
Pour les articles homonymes, voir Dragon.
Dragon est un roman court mêlant le thriller et le fantastique écrit par Thomas Day et publié aux éditions Le Bélial' en 2016.

## Résumé
Dans un futur proche, la ville de Bangkok est à moitié inondée par le cours du fleuve Chao Phraya. La prostitution enfantine fait de cette ville une destination phare du tourisme sexuel. Surgit soudain un assassin qui tue clients et tenanciers de bordels clandestins en signant ses actes d'une carte de visite à son nom, Dragon. Pour la police de la ville, le tueur doit être arrêté à tout prix afin d'éviter une baisse du tourisme. Le lieutenant Tannhäuser Ruedpokanon est chargé de trouver Dragon et de le tuer. Son enquête le met sur les traces d'Apichatpong Khomsiri, un petit voyou provincial. Mais Dragon tue bestialement un des policiers au passé pédophile qui enquête sur lui. Il vient ensuite trouver Ruedpokanon pour lui expliquer ses actes, lui laissant ainsi une chance de l'arrêter. Il lui explique qu'Apichatpong Khomsiri s'est rendu dans un lieu sacré dans lequel un pouvoir ancien s'est incarné en lui. Depuis, il est devenu un meurtrier, choisissant ses victimes dans le milieu sordide de la prostitution enfantine. Ruedpokanon ne saisit pas cette occasion pour tuer Dragon qui s'enfuit sans laisser de traces. Le lieutenant, intrigué par les aveux du tueur, se rend dans le lieu sacré, devenant ainsi la nouvelle incarnation de Dragon.